# 鵝尾山
鵝尾山，又名鵝米山、無尾山，是台灣台北市士林區平等里與溪山里交界處的一座山峰，位於陽明山國家公園範圍內，標高521公尺。該山東側及南側為外雙溪支流內雙溪，西側為內雙溪支流內厝溪。
鵝尾山是一座火山，其組成岩石主要為角閃石兩輝安山岩。